# Arbor House
Arbor House a fost o editură independentă fondată de Donald Fine în 1969. Arbor House a publicat lucrări ale autorilor Hortense Calisher, Ken Follett, Cynthia Freeman, Elmore Leonard și Irwin Shaw înainte de a fi achiziționată de Hearst Corporation în 1979. Arbor House a devenit o marcă a William Morrow & Company în 1988.

## Istorie
Editorul Donald Fine a fondat Arbor House în Westminster, Maryland în 1969, folosind 5 mii $. Fine a fost vicepreședinte la Dell Publishing și co-fondator al Delacorte Press, înainte de a porni propria afacere. Arbor House a fost cumpărată de Hearst Corporation în 1978 pentru 1,5 milioane $. Arbor House a publicat Bandits de Elmore Leonard și The Mayflower Madam de Sydney Biddle Barrows, care au ajuns ambele bestseller, dar în ianuarie 1987, Arbor House a micșorat numărul aparițiilor de la 70 de cărți pe an la aproximativ 40 de cărți. 
În iunie 1987, s-a anunțat că Arbor House a va deveni o marcă a William Morrow & Company din ianuarie 1988. Angajații de la Arbor House au fost transferați la William Morrow & Company.

## Lucrări publicate
Lista operelor literare notabile (și a autorilor) publicate de Arbor House include:
- Replay, Ken Grimwood (1987)
- Bandits, Elmore Leonard (1987)
- Sign of Chaos, Roger Zelazny (1987)
- The Pianoplayers, Anthony Burgess (1986)
- Kiteworld, Keith Roberts (1986)
- A Door into Ocean, Joan Slonczewski (1986)
- A Father's Word, Richard G. Stern (1986)[4]
- Power on Earth: Michele Sindona's Explosive Story, Nick Tosches (1986)[5]
- Blood of Amber, Roger Zelazny (1986)
- Blood Music, Greg Bear (1985)
- No More Vietnams, Richard Nixon (1985)[6]
- Trumps of Doom, Roger Zelazny (1985)
- The Mayflower Madam, Sydney Biddle Barrows (1984)
- The Frozen Lady, Susan Arnout Smith (1982)

## Antologii publicate
Lista antologiilor notabile (și a editorilor) publicate de Arbor House include:
- The Arbor House Celebrity Book of Horror Stories, editori Martin H. Greenberg și Charles G. Waugh (1982)
- The Arbor House Necropolis - Voodoo! Mummy! Ghoul!, editor Bill Pronzini (1981)
- The Arbor House Treasury of Horror and the Supernatural, editori Martin H. Greenberg, Barry N. Malzberg și Bill Pronzini (1982)
- Specter! A Chrestomathy of Spookery, editor Bill Pronzini (1982)